# Kozłów II
Kozłów II – dawna gmina wiejska w powiecie tarnopolskim województwa tarnopolskiego II Rzeczypospolitej. Siedzibą gminy był Kozłów, który stanowił osobną gminę Kozłów I.

## Historia
Gminę utworzono 1 sierpnia 1934 r. w ramach reformy na podstawie ustawy scaleniowej z dotychczasowych gmin wiejskich: Dmuchawiec, Domamorycz, Pokropiwna i Słobódka.
W marcu 1938 przyznano marszałkowi Edwardowi Śmigłemu-Rydzowi honorowe obywatelstwo gminy.
Pod okupacją zniesiona i przekształcona w  gminy Kozłów i Dołżanka.